# Padangia
Padangia es un género de foraminífero bentónico considerado homónimo posterior de Padangia Lange, 1925, y sustituido por Langella de la Subfamilia Ichthyolariinae, de la familia Ichthyolariidae, de la superfamilia Robuloidoidea, del suborden Lagenina y del orden Lagenida. Su especie tipo era Padangia perforata. Su rango cronoestratigráfico abarcaba el Cisuraliense (Pérmico inferior).

## Discusión
Clasificaciones más recientes incluirían Padangia en la Subfamilia Langellinae y en la Familia Protonodosariidae.

## Clasificación
Padangia incluía a las siguientes especies:
- Padangia delicata †, aceptada como Langella delicata
- Padangia guanhdongensis †
- Padangia inculta †
- Padangia lepida †, aceptada como Langella lepida
- Padangia palmosa †, aceptada como Langella palmosa
- Padangia perforata †, aceptada como Langella perforata
- Padangia primistina †
- Padangia progresa †
- Padangia quasiperforata †
- Padangia xintanensis †